# Сражение при Нойтгедахте
Сражение при Нойтгедахте (англ. Battle of Nooitgedacht) состоялась 13 декабря 1900 года во время Второй англо-бурской войны. Бурские коммандос во главе с генералами Коосом де ла Реем и Христианом Бейерсом нанесли сокрушительное поражение британской бригаде генерал-майора Ральфа Клементса. 
После захвата 5 июня британскими войсками под командованием Робертса столицы Трансвааля генералу Клементсу было приказано очистить от бурских сил долину к югу от горного массива Магалисберг, лежащую на запад от Претории. 

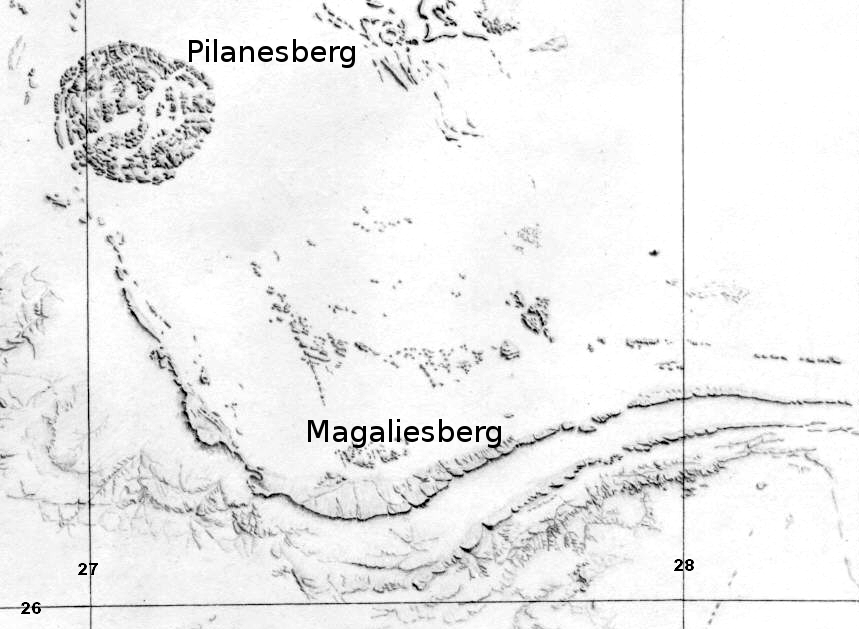
Магалисберг (схема)

В начале декабря 1900 года Клементс разбил лагерь вокруг фермы Нойтгедахт у самого подножия возвышающейся на 300 метров горного хребта. С военной точки зрения это было неудачное место для лагеря.
308 человек были отправлены на вершину близлежащей горы. Британские солдаты создали на ее отрогах, по обе стороны ущелья, полукруглую линию обороны, построив в качестве укрытия сангары из камней. Там же на вершине была установлена гелиографическая станция для связи с войсками генерала Бродвуда в Рюстенбурге.
Еще одна линия укреплений была построена внизу, в западном направлении, в сторону холма Грункоп. Другая линия обороны была восточнее, у холма под названием Ваалкоп. Позиции 12- и 15-фунтовых орудий были ориентированы на юг. Клементс не предполагал, что буры могут напасть со стороны горного хребта.
2 декабря коммандос Де ла Рея устроили засаду на конвой к востоку от Рюстенберга, убив и ранив 64 британских солдата и захватив 54-х и 118 фургонов с припасами. После этого Де ла Рей, узнав о лагере британцев у Нойтгедахта, решил напасть на него. Вскоре прибыло коммандос численностью 1500 человек во главе с генералом Христианом Бейерсом, что дало бурам численное превосходство над их противником.
13 декабря 1900 года, в 3:45 утра, незадолго до рассвета, коммандос атаковали базовый лагерь Клементса с запада. В короткой перестрелке с близкого расстояния буры были отброшены, с потерями с обеих сторон. 
В 4:30 утра Бейерс начал атаку на позиции британцев на вершине горы. Несмотря на упорное сопротивление солдат нортумберлендского полка, буры все же сокрушили противника, заставив остатки его сдаться около 7:00, а затем стали обстреливать подкрепления, отправленные Клементсом на помощь нортумберлендцам, и лагерь внизу.
Британским войскам на позициях у лагеря удалось сдержать буров, во второй раз атаковавших по долине с запада, и организованно отступить, уведя всю артиллерию, к Ваалкопу. Около 08:00 они отбили атаку буров, предпринятую на Ваалкоп, и стали обстреливать артиллерией свой бывший лагерь, занятый противником.
Тем временем люди Бейерса и Де ла Рея стали грабить британский лагерь, и генералы ничего не могли сделать, чтобы вернуть их на поле боя.
Продержавшись на Ваалкопе до 16:00, Клементс с оставшейся частью своей бригады и обозом отошел к Претории. Буры не стали преследовать противника.
Потери буров составили 16 человек, 61 был ранен. Британцы потеряли 88 человек убитыми, 172 были ранены, 368 пропали без вести или были взяты в плен.